# 881
Évszázadok: 8. század – 9. század – 10. század
Évtizedek: 830-as évek – 840-es évek – 850-es évek – 860-as évek – 870-es évek – 880-as évek – 890-es évek – 900-as évek – 910-es évek – 920-as évek – 930-as évek
Évek: 876 – 877 – 878 – 879 –  880 – 881 – 882 – 883 – 884 – 885 – 886

## Események

### Európa
- VIII. János pápa Kövér Károly itáliai királytól kér segítséget II. Guidó spoletói herceggel szemben. Cserébe februárban császárrá koronázza Károlyt, aki azokban kevés támogatást nyújt; a pápa még novemberben is ír neki segélykérő leveleket.
- A vikingek felhajóznak a Somme folyón és kifosztják Amiens-t és Corbie-t. III. Lajos és öccse, II. Carloman nyugati frank királyok rájuk támadnak és Saucourt-en-Vimeu-nál nagy győzelmet aratnak felettük (állítólag 9 ezer vikinget ölnek meg).
- Nemesi összeesküvés elűzi Guaifer beneventói herceget (ő Bari bizánci kormányzójához menekül) és az előző herceg fiát, II. Radelchist ültetik a trónra.
- Meghal I. Orso Participazio velencei dózse. Helyére fiát, II. Giovanni Participaziót választják meg.
- A Pannóniai őrgrófságban a korábbi őrgrófok (II. Vilmos és Engelschalk) fiai fellázadnak az újonnan kinevezett Aribo őrgróf ellen. Szvatopluk morva fejedelem beavatkozik a konfliktusba Aribo oldalán és felbéreli az etelközi magyarokat, akik feldúlják Bécs környékét.
- Æthelred merciai király betör Walesbe, de a gwyneddi Anarawd ap Rhodri a conwyi csatában visszaveri a támadását.

### Abbászida Kalifátus
- Al-Muvaffak régens (al-Mutamid kalifa fivére) maga veszi kezébe a dél-mezopotámiai zandzs felkelők elleni harcot. Ostrom alá veszi al-Muhtarahot, a lázadók székhelyét és a várost két és fél éven át ostromzár alatt tartja.

### Kelet-Ázsia
- Kínában az év első napjaiban a lázadó Huang Csao megközelíti a fővárost, Csangant. Tang Hszi-cung császár elmenekül és január 8-án a felkelők elfoglalják a várost. Huang Csao császárrá kiáltja ki magát, megalapítva a Csi dinasztiát, a meg nem hódoló tisztviselőket lemészároltatja. Nyáron a Tangokhoz hű erők a lakosság segítségével visszafoglalják Csangant, de a lázadók visszatámadnak a fosztogató katonákra és ismét hatalmukba kerítik a fővárost.
- A khmer Angkorban elkészül az első "templomhegy", Bakong.

## Születések
- I. Konrád, keleti frank király

## Halálozások
- I. Dávid, ibériai fejedelem
- I. Orso Participazio, velencei dózse

## Fordítás
- Ez a szócikk részben vagy egészben  a(z)   881 című angol Wikipédia-szócikk ezen változatának fordításán alapul.  Az eredeti cikk szerkesztőit annak laptörténete sorolja fel. Ez a jelzés csupán a megfogalmazás eredetét és a szerzői jogokat jelzi, nem szolgál a cikkben szereplő információk forrásmegjelöléseként.